# Valentinas Bukauskas
Valentinas Bukauskas (* 25. November 1962 in Sukančiai, Rajongemeinde Telšiai) ist ein litauischer Politiker.

## Leben
Nach dem Abitur 1981 an der Mittelschule Tryškiai leistete er von 1981 bis 1983 den Sowjetarmeedienst. 1988 absolvierte er als Techniker und Elektriker das Polytechnikum in Šiauliai und 2005 das Studium der Wirtschaft am Vakarų Lietuvos verslo kolegija. Von 1983 bis 1989 arbeitete er in Klaipėda. Von 2000 bis 2004 war er Mitglied im Rat von Telšiai. Seit 2004 ist er Mitglied im Seimas.
Ab 1998 war er Mitglied der Naujoji Sąjunga, ab 2002 der Lietuvos liberalų sąjunga. Seit 2004 ist er Mitglied der Darbo partija.